# Werner von Grünau (Diplomat)
Werner Ernst Otto Gustav Freiherr von Grünau (geboren 9. Oktober 1874 in Karlsruhe; gestorben 20. August 1956 in Karlsruhe) war ein deutscher Jurist und Diplomat.

## Leben
Werner Freiherr von Grünau war ein Sohn des badischen und württembergischen Standesherrn und preußischen Diplomaten Fürst Wilhelm zu Löwenstein-Wertheim-Freudenberg (1817–1887) und dessen zweiter Frau Berta geb. Hagen, Freifrau von Grünau (1845–1895), badischer Freiherrenstand Karlsruhe 1870. Sie war die Tochter des Musikdirektors zu Rostock Friedrich Ludwig Philipp Hagen und der Dorothee Schmidt.
Aus der ersten Ehe seines Vaters stammten neun standesgemäße Kinder, aus der zweiten Ehe Werner und sein älterer Bruder Curt (1871–1939), sie erhielten den Familiennamen der geadelten Mutter.

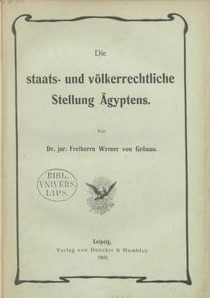
Dissertation (1903)

Werner von Grünau besuchte das Gymnasium in Karlsruhe und studierte ab 1893 Jura in Berlin, München, Leipzig und Heidelberg. Ab 1889 war er im badischen Justizdienst und ab 1900 im sächsischen Justiz- und Verwaltungsdienst. Er wurde 1902 bei Karl Binding an der Universität Leipzig mit einer Dissertation über die staats- und völkerrechtliche Stellung Ägyptens promoviert. Er machte 1904 das zweite Staatsexamen im großherzoglich sächsischen Justiz- und Verwaltungsdienst und wurde in den auswärtigen Dienst des Deutschen Reiches einberufen, in welcher er bis zum Kriegsende 1918 blieb. Seine Ausbildungsstationen absolvierte er vornehmlich in Berlin, wo er 1909 zum Legationsrat ernannt wurde. 1906/07 war er am Konsulat in Alexandria und ab 1908 in der Rechtsabteilung des Auswärtigen Amtes in Berlin.
Werner von Grünau heiratete 1904 in St. Margarets Elisabeth Haag, sie hatten zwei Kinder, die 1906 bei Paris geborene Elisabeth und der 1910 geborene Werner von Grünau, dieser betätigte sich in der Bundesrepublik als literarischer Übersetzer. Elisabeth von Grünau heiratete 1930 den Bankdirektor und Landwirt Baron Ernst de Payrebrune de St. Séve, sie lebten später in Bayern.
Im Ersten Weltkrieg war von Grünau von 1914 bis 1918 Vertreter des Auswärtigen Amts im Großen Hauptquartier. 1918 wurde er Wirklicher Legationsrat und Vortragender Rat.
Nach dem Krieg war er bis 1924 im Auswärtigen Amt in Berlin. Hier leitete er ab 1921 die deutsche Grenzkommission in Baden-Baden und wurde 1923 Leiter des Referates 2, unter anderem mit der Zuständigkeit für den Vatikan. Am 13. April 1925 unterzeichnete er in Paris in seiner Eigenschaft als Legationssekretär und Beauftragter des Deutschen Reiches nach langwierigen Verhandlungen das Abkommen mit Frankreich über die Lösung der im Versailler Vertrag § 63, Abs. 3 zurückgestellten Frage der deutsch-französischen Grenzbahnhöfe. Das entsprechende Reichsgesetz wurde am 6. Juli 1927 verabschiedet.
Von 1925 bis 1930 war er Generalkonsul in Kattowitz. Er war dort gleichzeitig nebenamtlicher Reichs- und preußischer Staatsvertreter bei der Gemischten Kommission für Oberschlesien, die im Gefolge des Deutsch-Polnischen Abkommens über Oberschlesien eingerichtet worden war. Anschließend wurde er Leiter der Abteilung I (Personal und Verwaltung) im Auswärtigen Amt in Berlin und in diesem Amt 1932 zum Ministerialdirektor befördert.
Im Februar 1934 wurde durch den Leiter der Auslandsorganisation der NSDAP, Ernst Wilhelm Bohle, Curt Prüfer für den Posten als Personalleiter im Auswärtigen Amt ins Gespräch gebracht. Diesem Vorschlag wurde vom Außenstaatssekretär von Bülow grundsätzlich nicht widersprochen. In der Folge kam es von der nationalsozialistischen Seite zu Vorwürfen und Anfeindungen gegen von Grünau. Bohle betrieb sogar Untersuchungen gegen von Grünau, konnte aber von Grünau keine Fehler in der Amtsführung nachweisen. Letztendlich sah sich von Bülow gezwungen, von Grünau aus der Dienststellung zu nehmen, wobei ein geeigneter Ruheposten für von Grünau gefunden wurde. Von Grünau sollte 1936 Deutscher Botschafter in Kopenhagen werden. Hitler hatte die Ernennungsurkunde unterzeichnet, das Agrément Dänemarks war eingeholt worden, dänische Zeitungen kündigten das Eintreffen des neuen Gesandten an, als von Grünaus Ehefrau so schwer erkrankte, wodurch ein Dienstantritt nicht umsetzbar war. Um eine Rückkehr von Grünaus in das Auswärtige Amtes zu verhindern, führte Bohle erneut Kritik gegen von Grünau an, welche diesem Agitation gegen die Partei und dem Nationalsozialismus vorwarf. Da Prüfer ja bereits als Nachfolger vorgesehen war, wurde von Grünaus 1936 vorzeitig in den einstweiligen Ruhestand versetzt.

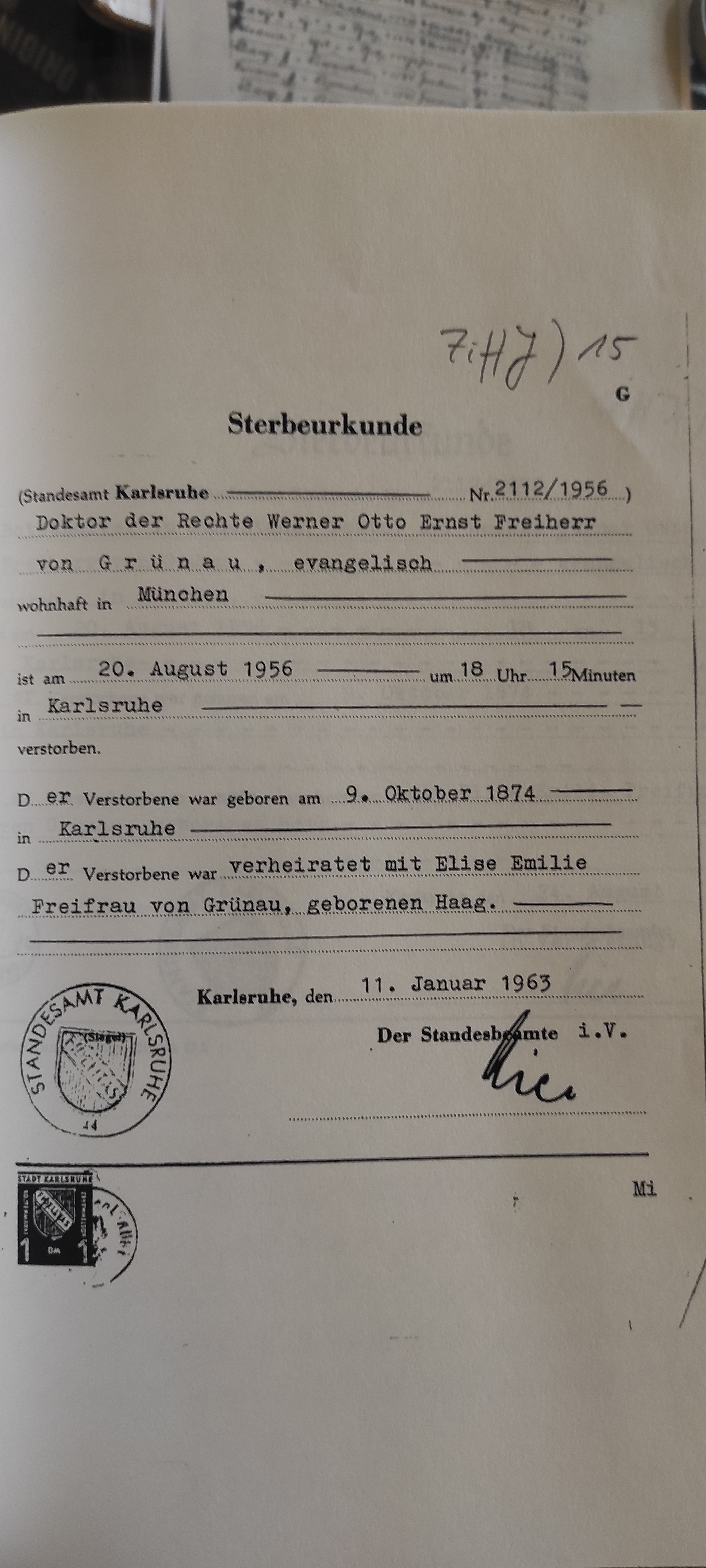
Sterbeurkunde Werner von Gruenau

Er ging 1939 mit 65 Jahren in den Ruhestand, betätigte sich danach als Gutsherr in Oberbayern und als Verlagsunternehmer in München.
Als Wiedergutmachung gemäß dem „Gesetz zur Regelung der Wiedergutmachung nationalsozialistischen Unrechts für Angehörige des öffentlichen Dienstes“ erhielt von Grünau 1952 die Amtsbezeichnung „Botschafter a. D.“

## Dissertation
- Die staats- und völkerrechtliche Stellung Ägyptens. Duncker & Humblot, Leipzig 1903.